# Jardín tropical de Esmeraldas
El Jardín tropical de Esmeraldas también denominado como Jardín tropical Mútile por estar situado en "Hacienda Experimental Mútile", es una hacienda para cultivos experimentales de 847 hectáreas y jardín botánico de una extensión de unas 7 hectáreas ubicado en la Universidad Técnica Luis Vargas Torres Cantón Esmeraldas, Ecuador.
El código de identificación del Jardín tropical de Esmeraldas como miembro del "Botanic Gardens Conservation Internacional" (BGCI), así como las siglas de su herbario es  ESM.

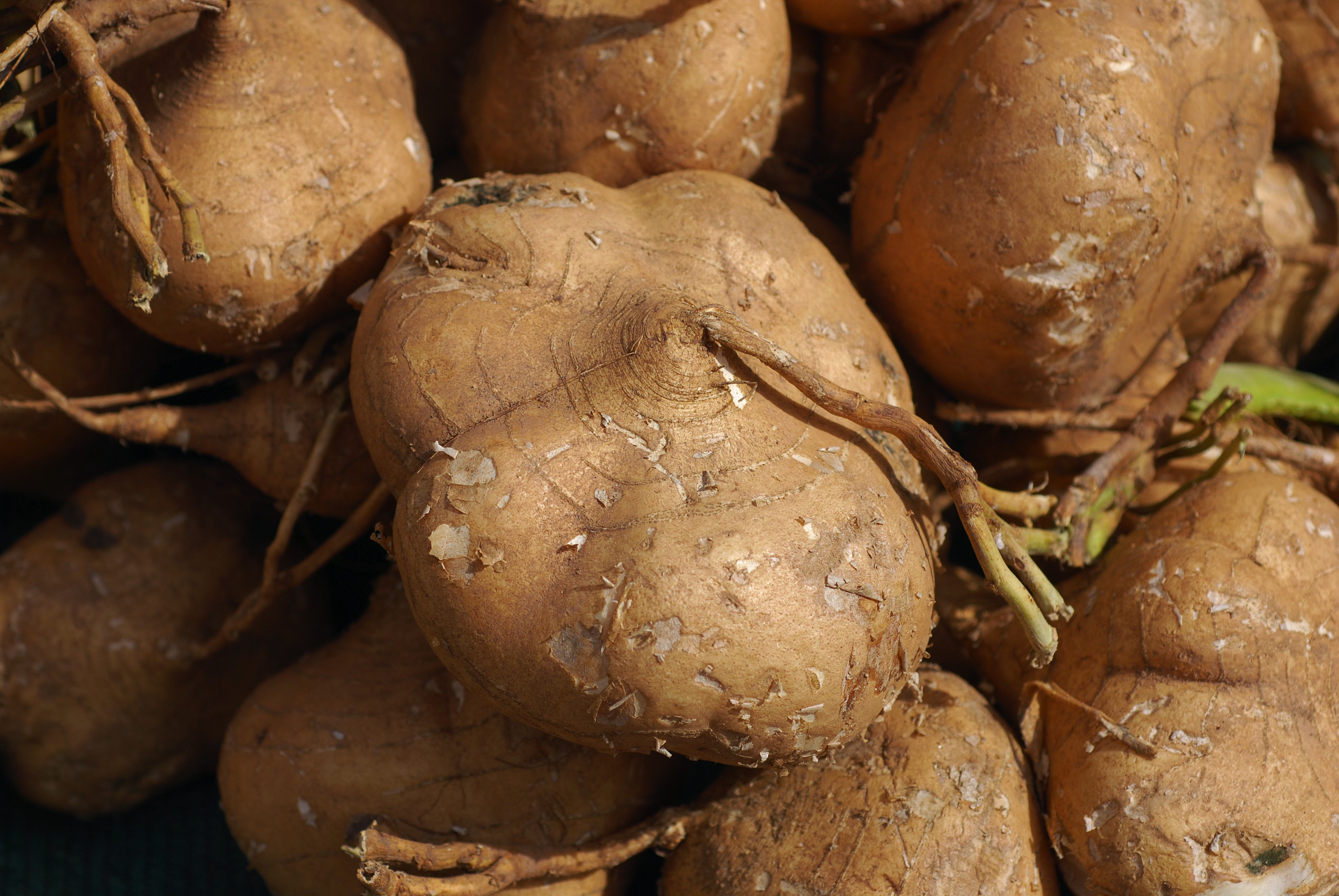
Los tubérculos de la jícama son comestibles con un sabor dúlce que se lo proporciona la inulina, alimento apto para diabéticos.

## Localización
La Hacienda Experimental Mútile, es la sede de la facultad de Ciencias 
Agropecuarias y Ambientales y del Instituto de Posgrado de la Universidad Técnica Luis Vargas Torres. 
Está ubicada a 20 kilómetros de la ciudad de Esmeraldas al margen derecho del río Esmeraldas frente a la parroquia San Mateo y en ella se realiza todo tipo de investigaciones relacionadas con el agro. 
Jardin Tropical de Esmeraldas Universidad Técnica Luis Vargas Torres, Facultad Ciencias Agropecuarias, Casilla:08-01-0173, Esmeraldas, Cantón Esmeraldas, Ecuador
Planos y vistas satelitales.00°56′14.6400″N 079°40′01.2000″O / 0.937400000, -79.667000000
Su clima tiene dos estaciones definidas "tropical monzón", con un porcentaje de humedad seca del 40% que va de los meses de junio a noviembre con una temperatura promedio de 21 °C. y "tropical húmedo", con un porcentaje de humedad del casi del 100% que va de noviembre a mayo en las cuencas centrales y costa externa septentrional, cuya temperatura promedio es de 28 ° grados centígrados.
Visita previa cita.

## Historia
En 1971 se adquiere la "Hacienda Experimental Mútile" que cuenta 847 hectáreas.
Los conocimientos y tecnología que tiene en su haber la facultad de Ciencias Agropecuarias y Ambientales de la Universidad Técnica Luis Vargas Torres es transferida constantemente en el campo, a los pequeños, medianos y grandes productores, para de esta manera estimular la producción y asegurar el buen vivir en la provincia y el Ecuador. (AGM) 

## Colecciones
El Jardín tropical de Esmeraldas alberga:
- Plantas de interés económico procedentes de todo el mundo de climas tropicales, son de destacar las 5 variedades de Pachyrhizus erosus.
- Plantas nativas de la región de Esmeraldas.

## Actividades
Estudiantes y egresados de la Escuela de Agronomía y forestal de la Facultad de Ciencias Agropecuarias y Ambientales de la UTE- LVT, al momento laboran en la ejecución de varios trabajos investigativos y proyectos de tesis orientados a la adaptación y potenciación de algunos cultivos de productos alimenticios y otros.
Las investigaciones que al momento se realizan están arrojando resultados positivos, especialmente en lo que corresponde a la variedad de plátano, yuca, maracuyá, cacao, sacha inchi etc. Están encaminados para lograr la adaptación de estas variedades, y obtener en lo posible un producto de mejor calidad e incrementar el volumen de producción.